# Niebieska zgnilizna owoców cytrusowych

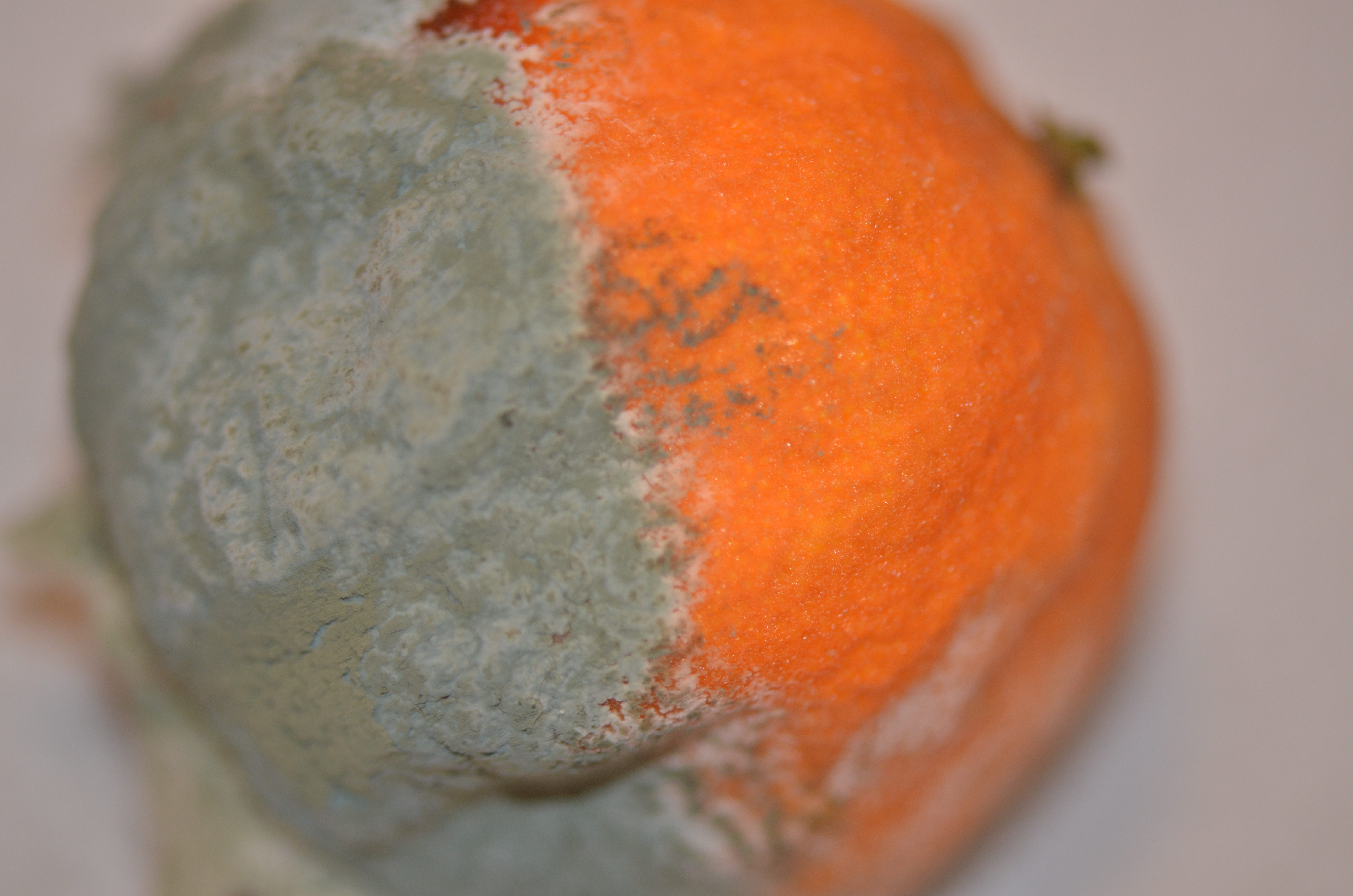
Pomarańcza porażona przez Penicillium italicum

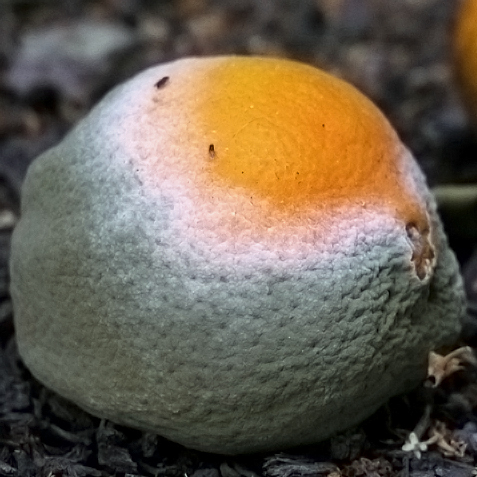
Pomarańcza porażona przez Penicillium digitatum

Niebieska zgnilizna owoców cytrusowych (ang. blue contact mould of citrus fruits, blue mould of citrus fruits, green mould of citrus fruits) – grzybowa choroba owoców cytrusowych wywołana przez Penicillium italicum i Penicillium digitatum.

## Występowanie i szkodliwość
Patogeny P. italicum i P. digitatum rozwijają się na owocach cytrusowych. Spowodowana przez nie choroba występuje powszechnie na całym świecie, we wszystkich rejonach uprawy tych owoców, a także poza nimi, w przechowalniach owoców. Jest pospolita również w Polsce.
P. italicum i P. digitatum to najczęściej atakujące cytrusy gatunki grzybów. Częściej występuje P. digitatum, w kalifornijskich sadach wywołuje on aż 90% przypadków niebieskiej zgnilizny owoców cytrusowych. P. italicum rośnie jednak szybciej w temperaturach poniżej 10 °C i w związku z tym częściej występuje w chłodniach. Obydwa gatunki preferują niskie temperatury i z tego powodu niebieska zgnilizna owoców cytrusowych często rozwija się w lodówkach.

## Objawy choroby i jej etiogeneza
Na skórce porażonych owoców pojawiają się początkowo małe i nasiąknięte wodą szarawe obszary bez wyraźnego marginesu. Szybko powiększają się, tworząc białe mokre zgnilizny o średnicy kilku centymetrów. Na skórce powstaje pleśń wytwarzająca masy zarodników konidialnych, które nadają jej barwę zieloną (P. digitatum) lub niebieską (P. italicum). Grzybnia przerasta cały owoc, szybko powodując jego zepsucie się i zapadanie. Przy niskiej wilgotności owoce mogą się kurczyć i mumifikować.
Dwa gatunki Penicillium można rozpoznać po wielkości zarodników, długości konidioforów, na których znajdują się zarodniki, w mniejszym stopniu także na podstawie koloru zarodników. Zarodniki tych grzybów są powszechne w atmosferze, rozprzestrzeniając się na wietrze. Infekują owoce przez rany w owocach, ale może również dojść do zakażenia przez kontakt. Infekcji owoców sprzyja mechaniczne uszkodzenie skórki (np. podczas transportu) i mikroskopijne ranki spowodowane przez muszki owocowe i inne owady. Infekcji owoców sprzyja również ich chłodzenie podczas przechowywania.
Istnieją dowody na to, że z zainfekowanych owoców wydzielają się gazy, które zwiększają zdolność kiełkowania zarodników gatunków Penicillium także na innych, jeszcze niezainfekowanych owocach.
W wyniku rozwoju grzybni P. digitatum wewnątrz owoców zmieniają one kolor na oliwkowy, gdy zaczyna się produkcja konidiów. Pod koniec cyklu chorobowego owoc ostatecznie zmniejsza się i przekształca w pustą, suchą skorupę. Ten wynik końcowy jest powszechnie stosowany do odróżnienia infekcji P. digitatum od infekcji P. italicum, które wytwarzają niebiesko-zieloną pleśń i ostatecznie powodują, że owoce są śluzowate.

## Zapobieganie chorobie
Ostrożne obchodzenie się z owocami i właściwa utylizacja owoców dotkniętych chorobą to główne sposoby jej ograniczania.
- Należy zachować ostrożność podczas zrywania, przechowywania i transportu owoców, by nie doszło do najmniejszego ich uszkodzenia;
- Zainfekowane owoce należy usunąć natychmiast po zauważeniu najmniejszych objawów choroby, zanim grzyby wytworzą zarodniki i rozprzestrzenią się;
- Jeśli owoce mają być przechowywane przez dłuższy czas, należy je szybko schłodzić, aby uniknąć rozwoju zgnilizny, która w przeciwnym razie następuje bardzo szybko;
- Owoce należy pojedynczo owijać w papier, aby zapobiec rozprzestrzenianiu się choroby między owocami podczas przechowywania i transportu;
- Aby zapobiec gniciu owoców, powszechnie stosuje się fungicydy. Owoce zanurza się w fungicydzie, bez spłukiwania, w zalecanej przez producenta dawce przez 30 sekund, w ciągu 24 godzin od zbioru;
- Obróbka gorącą wodą owoców w celu zwalczania muszek owocowych również ogranicza infekcję pleśnią Penicillium[3].